# 珀斯特靈貝格山

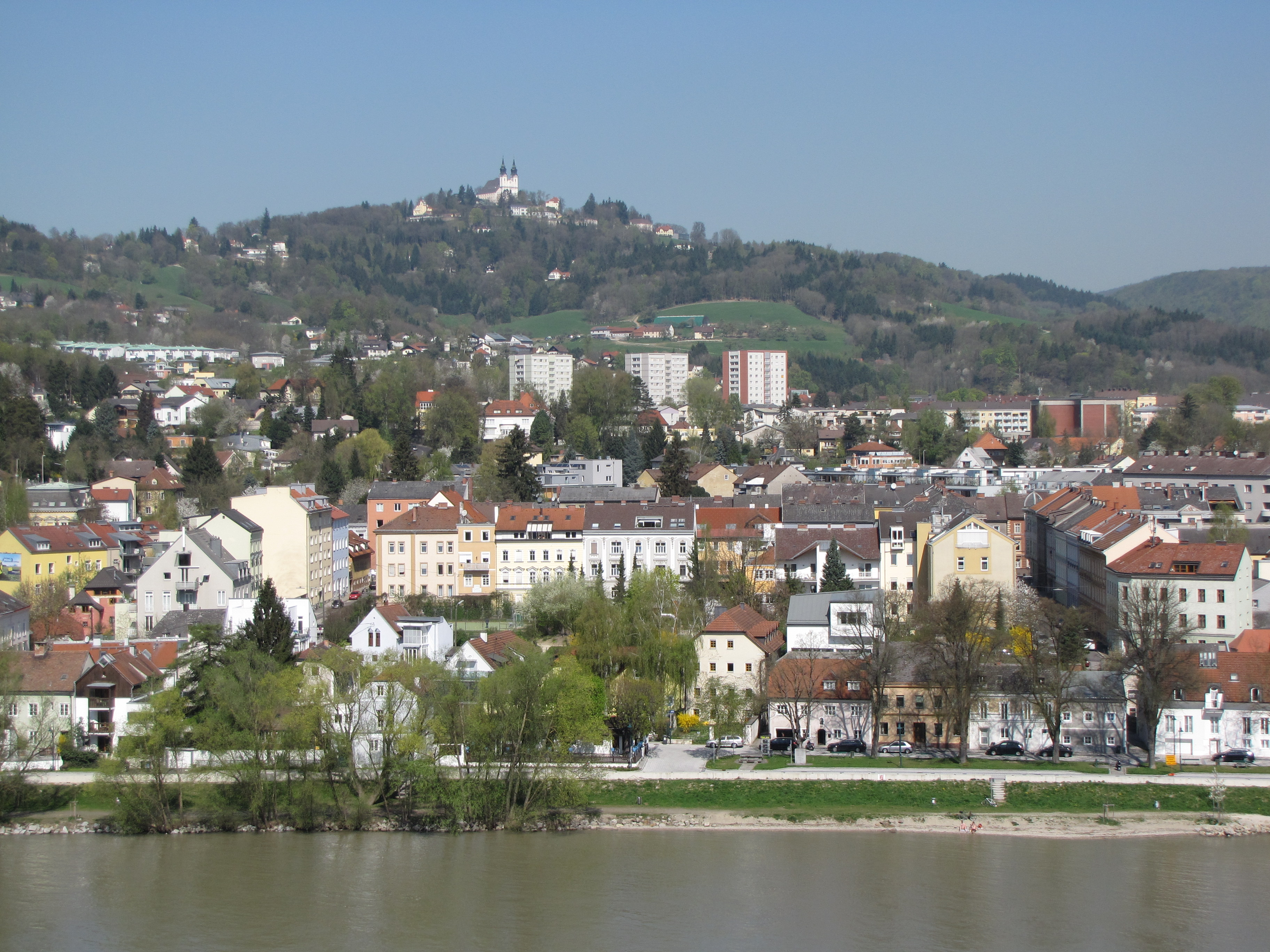

48°19′26″N 14°15′30″E / 48.32389°N 14.25833°E
珀斯特靈貝格山（德語：Pöstlingberg），是奧地利的山峰，位於該國北部，由上奧地利州負責管轄，處於多瑙河左岸，海拔高度539米，每年平均降雨量1,298毫米。